# Rosa majalis
Espèce
Classification phylogénétique
Le rosier de mai, ou rosier cannelle (Rosa majalis), est une espèce de plantes à fleurs de la famille des Rosaceae. C'est un rosier classé dans la section des Cinnamomeae, originaire des régions montagneuses tempérées du centre et de l'est de l'Europe et d'Asie (Russie jusqu'à la Sibérie).
Ce rosier est cultivé depuis le début du XVIIe siècle dans les jardins européens sans avoir connu cependant une grande diffusion.
On en connaît quatre variétés :
- Rosa majalis var. canescens Lindl.
- Rosa majalis var. foecundissima (Münchh.) Hyl.
- Rosa majalis var. globosa (Desv.) P.V.Heath
- Rosa majalis var. rubrifolia (Thory) Wallr.

## Synonymes
- Rosa cinnamomea auct. non L.
- Rosa foecundissima Münchh.

Ce rosier est également connu sous les noms de rose du Saint-Sacrement, rose de Pâques ou rose d'amour.

## Description
Ce rosier est un arbrisseau drageonnant à feuilles caduques et à tiges grêles épineuses, formant un buisson étroit de 1,5 à 2 mètres de haut environ, aux feuilles de 5 à 7 folioles aux dentelures simples.
Il a une floraison très précoce en climat modéré, les fleurs, simples, de 5 cm de diamètre environ, apparaissant dès les deniers jours de mai avec environ de floraisons simples de 5 cm de haut.

## Culture et utilisation
Rosa majalis est connu en culture depuis 1569.
- Rosa majalis 'Flore Simplici' ou rose cannelle, à fleurs carmin, simples, et odeur de cannelle.
- Rosa majalis de couleur rose foncé qui a été la première rose à fleurs doubles cultivée en Europe[1].
- La forme 'Plena' des Rosa majalis est la plus fréquemment cultivée dans les jardins.